# Mount Donna Buang
Mount Donna Buang är ett berg i Australien. Det ligger i regionen Yarra Ranges och delstaten Victoria, omkring 64 kilometer öster om delstatshuvudstaden Melbourne. Toppen på Mount Donna Buang är 1 257 meter över havet, eller 695 meter över den omgivande terrängen. Bredden vid basen är 15,2 km.
Närmaste större samhälle är Healesville, omkring 15 kilometer väster om Mount Donna Buang. 
I omgivningarna runt Mount Donna Buang växer i huvudsak städsegrön lövskog. Runt Mount Donna Buang är det mycket glesbefolkat, med 4 invånare per kvadratkilometer. Genomsnittlig årsnederbörd är 1 391 millimeter. Den regnigaste månaden är juni, med i genomsnitt 161 mm nederbörd, och den torraste är januari, med 57 mm nederbörd.